# RC電路
RC電路（英語：resistor–capacitor circuit），或稱RC濾波器、RC網路，也称作相移電路，是一個包含利用電壓源、電流源驅使電阻器、電容器運作的電路。一個最簡單的RC電路是由一個電容器和一個電阻器組成的，稱為一階RC電路。

## 介紹
三種基本線性類比積體電路元件包含： 電阻器 (R)、 電容器 (C) 和電感元件 (L)。 它可能藉由下列四種複合性材料組合而成： RC電路、 RL電路、 LC電路 以及 RLC電路 。這些電路中， 大量的重要類型為許多類比積體電路的基礎。 一致的是， 它們皆可藉由 無源濾波器運作。

## RC串聯電路

RC串聯電路

若將電路視為一 分壓器，
{\displaystyle V_{in}(s)={\frac {V}{s}}}
其經由電容器的 電壓 為：
{\displaystyle V_{C}(s)={\frac {1/Cs}{R+1/Cs}}V_{in}(s)={\frac {1}{1+RCs}}V_{in}(s)}
{\displaystyle V_{C}(t)=V(1-e^{\frac {-t}{RC}})}
且經由電阻器的電壓為：
{\displaystyle V_{R}(s)={\frac {R}{R+1/Cs}}V_{in}(s)={\frac {RCs}{1+RCs}}V_{in}(s)}
{\displaystyle V_{R}(t)=Ve^{\frac {-t}{RC}}}

### 暫態響應
一個最簡單的RC電路是由一個電阻器和一個電容器串聯組成，而當一個電路只由一個充電的電容器和一個電阻器組成時，電容器會釋出電流給電阻器。 根據克希荷夫電路定律我們可求得電流於電容器所耗時間內產生的變化，其結果經由 線性微分方程
{\displaystyle C{\frac {dV}{dt}}+{\frac {V}{R}}=0}
解求得時，其結果於指數衰變函數 
{\displaystyle V(t)=V_{0}e^{-{\frac {t}{RC}}}}

## RC並聯電路

RC並聯電路

電路電流
{\displaystyle I_{in}=\ I_{R}+I_{C}}
{\displaystyle I_{R}={\frac {V_{in}}{R}}}
{\displaystyle I_{C}=j\omega CV_{in}=C{\frac {dV_{in}}{dt}}}
阻抗
{\displaystyle Z_{in}={\frac {V_{in}}{I_{in}}}={\frac {R}{1+sRC}}}.

## 複數阻抗
電容器電性阻抗的增加和存於電容器的電量有關。如果一個電容器的電壓來源為交流電，此電容的電壓會轉變成交流電源，當交流電的頻率越快時，因為蓄電的時間減少，使儲存於電容器內的電壓進而減少，同樣也縮減了電容器的等效電阻。 這說明了電壓器的等效電阻和電壓源頻率的反關係。
電容器的阻抗或電阻 ZC（歐姆）和 電容C（法拉第）為
{\displaystyle Z_{C}={\frac {1}{sC}}}
角頻率 s 通常稱為一複數，
{\displaystyle s\ =\ \sigma +j\omega }
當其
- j 作 虛數單位：

{\displaystyle j^{2}=\ -1}
- {\displaystyle \sigma \ } 為 指數衰減 常數（弧度每秒）
- {\displaystyle \omega \ } 為正弦量角频率（单位也是弧度每秒）。

### 正弦穩態
弦波穩態是一种特殊情况，这一情况下的输入电压由纯粹的正弦曲线（无指数衰减）组成。这样就得到结果
{\displaystyle \sigma \ =\ 0}
而s估算为
{\displaystyle s\ =\ j\omega }

## 外部連結
- RC Filter Calculator（页面存档备份，存于）